# 死んだ雀
『死んだ雀』（しんだすずめ、ドイツ語: Der tote Spatz）は、フランツ・マルクの絵画。1905年に制作された初期作品で、現在は個人蔵である。

## 経緯
マルクがアネッテ・ジーモン・フォン・エッカルトとの関係を清算した時期の、1905年の作品である。同年マルクはスイスの動物画家ジャン＝ブロエ・ニースレと知り合いになり、動物に対する親近感を芸術面に取り入れるように吹き込まれた。かくしてマルクも動物画を身に着け、1910年代初頭に自身の活動に多大な意味を持つものを確立して発展させることとなった。
後にマルクの支援者となったベルンハルト・ケーラーが、1910年1月に初めて画家を訪ねた際に本作を購入し、それによって彼の厖大なマルク・コレクションの土台が創られた。エリザベート・エルトマン＝マッケ曰くマルクはこの絵にすこぶる愛着があった。ケーラーがその絵を買ってもよいかと尋ねると、マルクは差し当たりだめだと答えた。その後ケーラーが100金マルク送金すると、マルクは作品について内なる葛藤の末に、金銭上の不安と手を切ったのだった。

## 解説
本作は高さ13センチメートル、幅16.5センチメートルの大きさがあり、油絵具で木板に描かれている。
鉤爪を伸ばし仰向けになったまま動かなくなった、一羽の死んだ鳥を表しており、地面と鳥の腹部は明るい黄土色で、背景と鳥の羽毛は暗い茶色で描かれている。